# Polypodium rhizocaulon
Polypodium rhizocaulon là một loài dương xỉ trong họ Polypodiaceae. Loài này được Willd. mô tả khoa học đầu tiên năm 1810.